# Pasquale Santoro
Pasquale Santoro, detto Ninì (Ferrandina, 30 settembre 1933 – Roma, 20 febbraio 2022), è stato un pittore italiano, esponente dell'astrattismo italiano. La sua ricerca artistica si è concentrata sulla pittura, scultura, oreficeria, incisione, grafica e design. Sue opere sono esposte alla GNAM di Roma, alla Quadriennale a Villa Carpegna, all'Università di Tor Vergata, al museo Nazionale di Palazzo Lanfranchi, al MUSMA di Matera, a Bossolasco, Alberobello, Villapiana ad Ansedonia e in numerose collezioni private italiane e internazionali.

## Biografia
A distanza di qualche mese dalla nascita di Ninì, la famiglia Santoro si trasferì a Roma nel quartiere Prati. Qui durante l’adolescenza frequentò il Liceo ginnasio statale Terenzio Mamiani per poi diplomarsi al Convitto nazionale Vittorio Emanuele II. Nel 1953 Santoro si iscrisse alla Facoltà di Medicina dell’Università “La Sapienza”. Durante gli anni universitari iniziò a sperimentare il disegno dal vero come autodidatta. In quegli anni ebbe l’opportunità di incontrare Arturo Dietrich, allenatore presso il Circolo Canottieri “San Giorgio” sul Tevere, che lo fece appassionare al canottaggio, attività sportiva che costituisce una sua costante passione e che ha continuato a praticare per tutta la vita. Frequentando il gruppo di colleghi di facoltà venne presentato a Paola Argan che, notando il suo interesse per l’arte, lo introdusse alla conoscenza del padre Giulio Carlo a cui propose una serie di disegni preparati appositamente per lui. L’incontro con Argan è fondamentale per il giovane Santoro. Infatti, lo storico dell’arte lo invitò nel 1956 a frequentare la scuola di nudo che Antonio Corpora aveva allestito nel suo studio in Via Margutta. Fu in questo contesto che ebbe modo di conoscere Achille Perilli e di frequentare Giuseppe Capogrossi. Inoltre, Argan gli procurò un appuntamento a casa di Lionello Venturi: entrambi, vedendo i suoi disegni, lo incoraggiarono a proseguire nella scelta artistica intrapresa.
Tra il 1959 e il 1960 vinse una borsa di studio per la Francia, che gli consentì di trasferirsi oltralpe per un periodo di formazione a Parigi presso l’“Atelier 17”, la stamperia-scuola di incisione diretta da Stanley William Hayter. Di questo periodo sono una serie di disegni in cui egli ritrae scene di vita quotidiana. Fra i frequentatori dell’“Atelier 17” è da evidenziare il proficuo incontro con Gianni Novak – col quale realizzerà in seguito a Roma i libri d’artista Colui, con lastre metalliche, e De.Usa – e con Jean Paulhan, allora direttore della rivista «Nouvelle Revue Française». Proprio a seguito di quest’ultimo incontro egli ebbe modo di conoscere diversi personaggi che ruotavano intorno alla rivista parigina, tra cui Andrè Pieyre De Mandiargues, Jean Fautrier, Jean Bazaine, Pierre Mosquelier, Francois Peaugeot, Jacques Villon, Hans Hartung e Max Ernst. Sempre fra gli artisti dell’“Atelier 17” la frequentazione con il giapponese Juishi Saito lo sollecitò a sperimentare l’uso delle carte e degli inchiostri giapponesi. Intanto, Santoro apprendeva la tecnica della xilografia utilizzando matrici più resistenti ricavate da legni di recupero, fondi di cassette, profilati industriali.
Di questo periodo sono i suoi primi quadri a strisce dove Santoro abbandonò le prime sperimentazioni legate all'Informale verso una ricerca più astrattista. Queste tele vennero presentate in occasione della prima mostra personale romana a lui dedicata, alla galleria “Appia Antica”. Era già in corso a Parigi, alla Maison d’Italie del Centre Culturel International, una mostra collettiva Jeunes artistes de la Maison d’Italie dove esponeva i suoi lavori insieme a Baracco, Betti, Lapayese, Lorito e Pace. Sempre nel 1959 sposò Madeleine Carbonnier da cui ebbe due figli: Sarah Rebecca Federica (1964) e Valerio Caligola David (1966).

La ricerca artistica di Santoro coinvolge non solo l'ambito delle arti visive ma anche la letteratura. Infatti, Jean Paulhan pubblicò su «Les Essais» due sue incisioni: Viene qualcuno da laggiù e Bienvenue. La collaborazione con Paulhan portò Santoro a realizzare, sempre nello stesso anno, una serie di incisioni per il libro Impressions nel quale illustrò poesie di Apollinaire, Baudelaire, Garcia Lorca, Quasimodo e Ungaretti. Nel 1961 partecipò alla mostra collettiva dedicata agli allievi dell’“Atelier 17” Les Élèves de l’Atelier 17 alla galleria “Einaudi” di Roma. Per questa mostra furono esposte per la prima volta le incisioni policrome di Santoro realizzate su un’unica lastra. L’anno seguente incontrò Nato Frascà e fu in questo frangente che iniziarono a discutere sull’idea di costituire un gruppo artistico di astrattisti e neo costruttivisti, affinché il gruppo potesse costituire non solo un'occasione di confronto per artisti dalla poetica affine, ma anche per avere maggiore rilevanza nel contesto artistico di quegli anni.

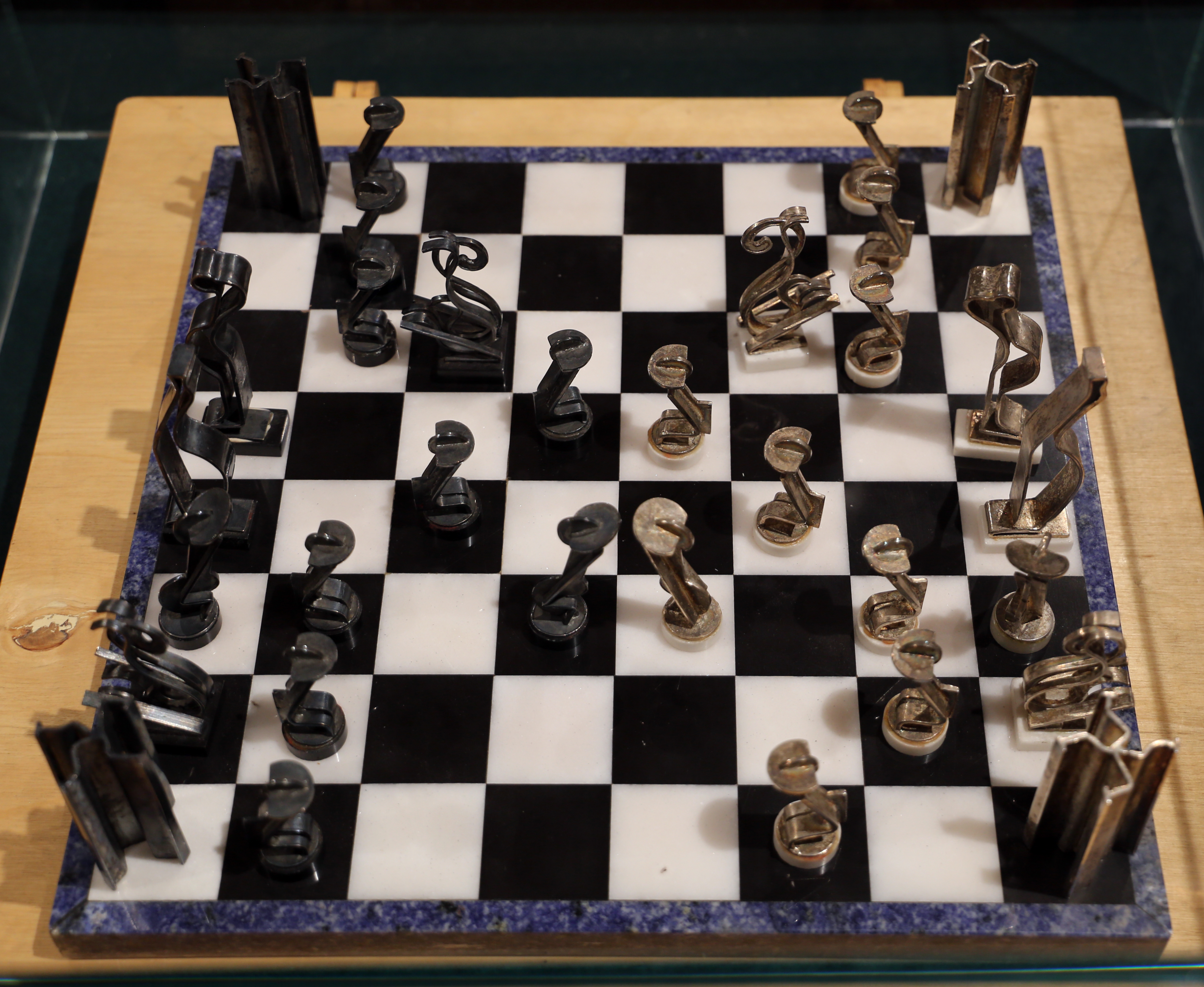
Pasquale "Ninì" Santoro, Scacchi, marmo e argento, 1969

Infatti, nel 1962 fondò con Gastone Biggi, Nicola Carrino, Nato Frascà, Achille Pace e Giuseppe Uncini il Gruppo Uno. Sono anni di lavoro intenso che lo vedono impegnato in una ricerca formale legata a tematiche sociali e politiche. Prosegue intanto la sua collaborazione con poeti e scrittori, realizzando delle incisioni per il libro Versos para Antonio Machado. Sempre in quell’anno fu invitato ad Anagni per una mostra organizzata da Corrado Maltese a cui partecipò inviando tre disegni. Intanto, la prima mostra non ufficiale del Gruppo Uno veniva presentata presso l’autoscuola “Schiavo” di Roma, insieme alle opere degli artisti del gruppo non ancora al completo; inoltre, furono esposti in quella occasione alcuni lavori di Dorazio e Turcato, mentre durante la serata di inaugurazione furono eseguiti pezzi di musica elettronica. Santoro espose una «scultura aerea» in omaggio ad Alexander Calder. Argan lo invitò ad esporre alla XXXI Biennale di Venezia: nello stesso padiglione, a fianco alle sue incisioni, erano esposte, tra le altre, opere di Capogrossi, Martini, Perilli, Pirandello, Pomodoro e Sironi. A Venezia mentre era dal corniciaio incontrò Alberto Giacometti, con cui instaurò una frequentazione che influenzò la sua ricerca artistica negli anni a venire. Espose anche tre incisioni a colori alla Terza Biennale Internazionale dell’incisione a Tokyo. Alla galleria “Quadrante” di Firenze, diretta da Matilde Giorgini, venne presentato ufficialmente il Gruppo Uno con testi di Argan, Bucarelli e Ponente. Ma già l'anno dopo arrivò la rottura con il Gruppo Uno, che coincise con un momento particolarmente intenso per la sua attività artistica con mostre a Palazzo Strozzi, a Firenze, a Roma a Palazzo delle Esposizioni e a San Paolo del Brasile dove espose acqueforti e xilografie a colori.

Gli anni sessanta videro Santoro coinvolto in una serie di mostre personali e collettive prodotte, fra le altre, in Italia, in Giappone e in Slovenia. Nel 1966 gli fece visita, nel suo studio romano, il regista John Houston che gli commissionò alcuni gioielli, uno dei quali verrà donato all'attrice Ava Gardner. Dalla visita del regista americano Santoro trasse ispirazione per la scultura dal titolo La foresta pietrificata commissionata per la GNAM da Palma Bucarelli. Sempre del 1966 è la sua seconda partecipazione alla Biennale di Venezia, invitato, stavolta, dal critico d'arte Nello Ponente. Dal 1969 al 1978 insegna grafica all’Istituto Statale d’Arte di Pomezia, un’esperienza che lo solleciterà ad elaborare insieme a Giulio Carlo Argan e a Ferro Piludu il progetto – poi accolto dal Ministero dell’Istruzione – per l’insegnamento della Grafica negli Istituti Statali d’Arte, con laboratori attrezzati per la tipografia, la fotografia e le immagini in movimento (cinema e video). Nel 1973 partecipa alla X Quadriennale d'arte a Palazzo delle Esposizioni.

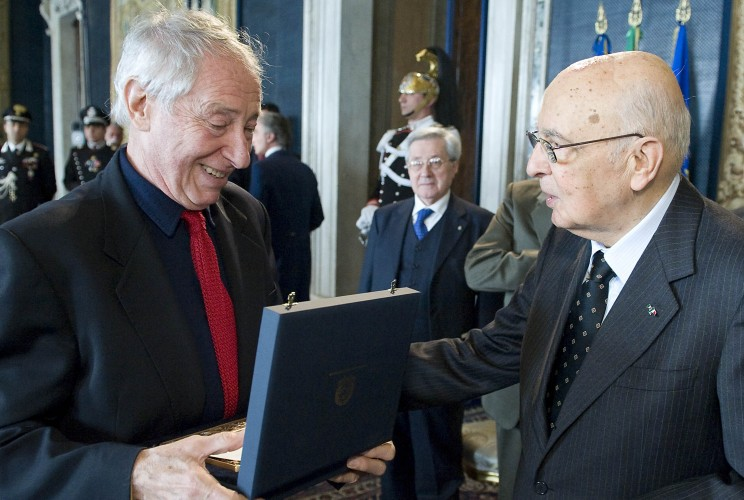
Premio Presidente della Repubblica, 2010

Il 1979 vide Santoro confrontarsi con Giambattista Piranesi: l'allora direttore dell'Istituto centrale per la grafica lo invitò a rielaborare nuove incisioni sui rami originali dell'incisore settecentesco, creando una serie di incisioni dal titolo I Cieli. Intanto procede la sua attività come grafico e nel 1980 con il suo studio – costituito dai collaboratori L. Acardi, N. Flenghi e Giovanna Martinelli, sua compagna nella vita – si occupò della mostra didattica Cinque miliardi di anni, tenutasi al Palazzo delle Esposizioni; per l’occasione insieme preparano mille e duecento pannelli didattici oltre ai manifesti. Negli anni Ottanta e Novanta la sua attività artistica continua con partecipazioni a mostre nazionali e internazionali
Nel 2011 ricevette il premio Presidente della Repubblica e due anni dopo venne nominato accademico di San Luca. Nel 2014 l'Istituto per la Grafica allestì una grande mostra dedicata ai suoi cinquant'anni di carriera e tra i tanti progetti è da sottolineare la mostra Il mito del contemporaneo tenutasi presso la Fondazione Casa Rossa di Alberobello, dove Santoro collocò nel 2018 per Apulia Land Art Festival la grande installazione ambientale in ferro e marmo Il nuovo che avanza, pensata nel 1978 con il titolo Turchi contro slavi.

## Riconoscimenti
Nel 2010 ha ricevuto il Premio Nazionale Presidente della Repubblica dell’Accademia Nazionale di San Luca .